# Бессонница (фильм, 1997)
«Бессо́нница» (норв. Insomnia) — норвежский детективный триллер 1997 года режиссёра Эрика Шёлдбьерга о полицейском, расследующем убийство в городе, расположенном за Полярным кругом.

## Сюжет
В городе Тромсё найдено тело убитой 17-летней девушки Тани. На расследование дела из Осло прибыли два детектива норвежской криминальной полиции — Йонас Энгстрём (Стеллан Скарсгард), ранее работавший в шведской полиции, и Эрик Вик. Полиция допрашивает бойфренда Тани Эйлерта, но он говорит, что был на вечеринке, откуда Таня ушла с другим мужчиной. Вскоре возле заброшенного дома находят рюкзак Тани. Полиция устанавливает там засаду с целью поймать убийцу, который, вероятнее всего, вернётся за рюкзаком, чтобы не оставлять улику полиции. Однако операция проходит неудачно: преступник появляется, но скрывается в подземном ходе внутри дома, а затем выходит из него возле реки. Из-за сильного тумана Энгстрём случайно убивает Вика, думая, что стреляет в преступника.
Вернувшись в отделение полиции, Энгстрём утверждает, что Вика убил преступник. Сам он скрывает, что брал на операцию оружие, которое у него осталось со времён работы в Швеции. Более того, он подменяет пулю, которую извлекли из тела Вика. От подруги Тани Энгстрём узнаёт, что Таня общалась с писателем Йоном Хольтом, поклонником творчества которого она была. Энгстрём разыскивает Хольта и обвиняет его в убийстве, и тот признаётся, хотя говорит, что сделал это непреднамеренно в порыве гнева. Однако Хольт говорит, что видел, как Энгстрём убил Вика, и обещает раскрыть это полиции. Энгстрём договаривается с Хольтом, что не выдаст его, если Хольт не будет рассказывать об убийстве Вика. Хольта допрашивают в полиции, но против него нет улик. Энгстрём подбрасывает пистолет Эйлерту, которого арестовывают. У Хильде Хаген, коллеги Энгстрёма, возникают сомнения в честности Энгстрёма и невиновности Хольта, но у неё нет никаких доказательств.
Всё это время Энгстрём страдает от бессонницы, усугубляющейся видениями убитого им Вика. Хаген предлагает устроить обыск в квартире Хольта, однако тому удаётся скрыться незадолго до прихода полиции. По фотографиям в квартире Энгстрём понимает, куда уехал Хольт, и приезжает к пустынной бухте, вокруг которой находятся полуразрушенные деревянные строения. Хольт пытается убить Энгстрёма, считая, что тот приехал убить его самого. Убегая от Энгстрёма, Хольт проваливается сквозь деревянные мостки и тонет. Энгстрём обыскивает загородный дом Хольта и находит там платье Тани. Таким образом, Хольт признан убийцей и дело закрывается.
Перед отъездом Энгстрёма к нему в гостиницу приходит Хаген и говорит, что нашла на месте убийства Вика гильзу от пистолета Norma, используемого шведской полицией. Ничего не говоря Энгстрёму, она отдаёт ему гильзу и уходит.

## В ролях
| Актёр                | Роль           |
| -------------------- | -------------- |
| Стеллан Скарсгард    | Йонас Энгстрём |
| Мария Матьезен       | Таня Лоренцен  |
| Сверре Анкер Оусдаль | Эрик Вик       |
| Мария Бонневи        | Ане            |
| Гискен Арманд        | Хильде Хаген   |
| Фроде Расмуссен      | шеф полиции    |
| Бьорн Моан           | Эйлерт         |
| Бьорн Флоберг        | Йон Хольт      |

## Критика
Роджер Эберт из Chicago Sun-Times сравнил фильм с романом Фёдора Достоевского «Преступление и наказание». Джанет Маслин из The New York Times похвалила игру Скарсгарда и добавила, что «заниженная, эллиптическая направленность мистера Шёльдбьерга делает материал опасным и изменчивым, с частыми небольшими и неожиданными штрихами».

## Ремейк
Американский ремейк фильма, действие в котором было перенесено на Аляску, был снят в 2002 году Кристофером Ноланом.